# George Ernest Shelley
George Ernest Shelley, född den 15 maj 1840, död den 29 november 1910 i London, var en brittisk geolog och ornitolog.
Han utbildades vid Lycée de Versailles och tjänstgjorde under fem år för Grenadier Guards.
Auktorsnamnet Shelley kan användas för George Ernest Shelley i samband med ett vetenskapligt namn inom zoologin; se Wikipedia-artiklar som länkar till auktorsnamnet.